# سیارک ۱۵۱۳۲
سیارک ۱۵۱۳۲ (به انگلیسی: 15132 Steigmeyer، نامگذاری:2000EZ69) پانزده هزار و صد و سی و دومین سیارک کشف شده‌است که در ۱۰ مارس ۲۰۰۰ کشف شد.
قدر مطلق سیارک برابر ۱۲.۳ است.